# جون جريموود
جون جريموود (بالإنجليزية: John Grimwood)‏ (25 أكتوبر 1898 في المملكة المتحدة - 26 ديسمبر 1977 في المملكة المتحدة) هو لاعب كرة قدم إنجليزي في مركز الوسط. لعب مع مانشستر يونايتد ونادي ألترينتشام ونادي بلاكبول ونادي ألدرشوت ونادي ساوث شيلدز ‏.